# 泽西方言

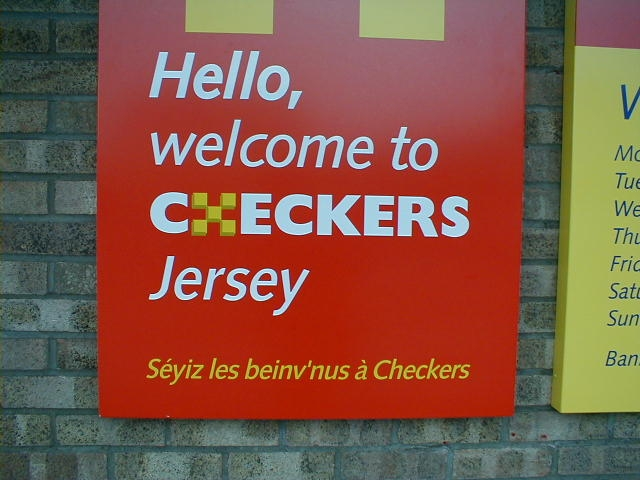
在泽西岛可能会看到一些双语（或三语）标牌，例如超市的欢迎标志

泽西方言（Jèrriais；法語： [ʒɛʁzjɛ]），又称泽西语（英語：Jersey Language）、泽西法语（英語：Jersey French）、泽西诺曼法语（英語：Jersey Norman French），是諾曼語的一种方言，也是澤西人的传统语言。其近亲为其他诺曼语，如在邻近的根西岛的根西方言，以及其他奥依语。
在过去的一个世纪里，由于英语日益成为泽西岛的教育、商业和行政管理的语言，泽西方言的使用一直在下降。很少有人将泽西方言作为母语，而且由于仅存的使用者年龄较大，他们的人数每年都在减少。尽管如此，人们仍在努力保持这种语言的活力。
萨克岛的萨克方言，是16世纪定居萨克岛的泽西定居者带来的泽西方言的后裔，与诺曼底大陆的诺曼语可互通。

## 书目
- Lé Jèrriais Pour Tous by Paul W. Birt, 1985.
- Dictionnaire Jersiais–Français, 1966.
- A Grammar of the Norman French of the Channel Islands: The Dialects of Jersey and Sark by Anthony J. Liddicoat, 1994. ISBN 978-3-11-087728-1
- Jersey Norman French: A Linguistic Study of An Obsolescent Dialect . Mari C. Jones, 2001
- Jèrriais: Jersey's Native Tongue by Mari C. Jones, 2003. ISBN 978-1-904210-03-0
- Dictionnaithe Jèrriais-Angliais. 2005. ISBN 0-901897-40-X
- Les Chroniques du Don Balleine/Les Nouvelles Chroniques du Don Balleine (magazine). Jersey 1979 – current.